# 双峰插云
双峰插云是杭州西湖十景之一，南宋时期确立。

## 简介
天目山东向余脉的一支，遇西湖而分成西湖风景区的南山、北山。其中的南高峰、北高峰古时都为僧人所占并在山顶建有佛塔（早已毁），遥相对峙高于群峰之上。「春秋佳日，岚翠雾白，塔尖入云，时隐时显，远望气势甚佳。」南宋诗人王洧的诗《两峰插云》描绘道“浮图对立晓崔巍，积翠浮空霁蔼迷。试向凤凰山上望，南高天近北烟低”。清康熙为双峰插云题名，建景碑亭于洪春桥畔。
南高峰高257米，登上山巅向东俯瞰，西湖全景历历在目。北高峰海拔314米，著名的灵隐寺便位于其山脚下，从寺西侧上山，石磴多达数千级，沿途山溪清流回转、林木重叠，古人有诗赞：‘一路松声长带雨， 半空岚气总成云’。山东侧现建有载人索道，上下山往返仅需六、七分钟。

## 交通
到北高峰可乘507、游2路洪春桥站下。